# Persona (Jung)
De persona of 'het conformerende archetype' is volgens de jungiaanse psychoanalyse een van de universele archetypische beelden die iedere mens overerft. Volgens de Zwitserse arts en psycholoog Carl Gustav Jung maakt de persona deel uit van de inherente menselijke natuur, de mens als soort. In de omgangstaal spreekt men over iemands 'imago' of 'image', de indruk die iemand op de buitenwereld maakt of die hij probeert te 'projecteren'. 
De vijf belangrijkste archetypen van Jung zijn de persona, de anima, de animus, de schaduw en het zelf. Deze zijn van groot belang bij de vorming van onze persoonlijkheid en oefenen op onbewust niveau invloed uit op ons gedrag. 
De persona (een Latijns woord dat oorspronkelijk 'masker' betekende) is volgens deze theorie een archetype dat de persoon in staat stelt om een karakter, een persoon uit te beelden zonder dat dit noodzakelijk zijn eigen karakter hoeft te zijn. Het is de façade die hij of zij toont aan de buitenwereld, vaak om een goede indruk te maken en om de sociale omgang te versoepelen. In dat opzicht vormt de persona de grondslag van het sociale leven van de mens, en helpt hem beter te overleven. De indruk die hij bij meerderen, bij partners en anderen wekt kan immers bepalend zijn voor aanvaarding binnen de groep of door die andere persoon. 
De persona levert de persoon dus materiële en andere voordelen op, maar kan ook een ongunstig effect hebben. Sommige mensen leiden bijvoorbeeld een dubbelleven, met aan de ene kant de eisen van de persona die zich wil conformeren aan de maatschappij, en aan de andere kant de eigen psychische behoeften. Ook wanneer een persoon al te zeer betrokken geraakt in de rol die hij speelt en zich dus te veel identificeert met die rol kan dit schadelijk zijn voor zijn persoonlijke ontwikkeling. Zo'n mens vervreemdt van zijn eigen natuur. Dergelijke identificatie van het ik met de persona noemt Jung 'inflatie'. Bij psychotherapie kan dan aan het licht komen dat deze personen zichzelf al jarenlang hebben 'bedrogen', door hun eigen gevoelens en belangstellingen te onderdrukken. Tijdens een behandeling streeft de therapeut ernaar om andere aspecten van het karakter de kans te geven zich te manifesteren.
Wat in de jungiaanse visie ook ongunstige gevolgen kan hebben, is wanneer ouders hun persona op hun kinderen trachten te 'projecteren'. Er is ook een 'groepspersona' die zich manifesteert in de gedragingen van een individu wanneer hij zich aan de regels van de groep wil conformeren. Als dit niet lukt, vervreemdt de persoon van de samenleving en voelt zich eenzaam. 
Het is mogelijk dat een persoon meer dan één masker draagt; al die maskers samen vormen de persona.